# Eucosma robinsonana
Eucosma robinsonana is een vlinder uit de familie van de bladrollers (Tortricidae). De wetenschappelijke naam van de soort is voor het eerst geldig gepubliceerd in 1872 door Augustus Radcliffe Grote.
Hij noemde de soort naar de entomoloog Coleman Townsend Robinson (1838-1872), die eerder dat jaar was overleden.